# Noebana
Noebana (indonesisch Noebana) ist ein indonesischer Distrikt (Kecamatan) im Westen der Insel Timor.

## Geographie
| „Dorf“ (Desa) | Verwaltungssitz | Fläche    | Einwohner | Bevölkerungs- dichte |
| ------------- | --------------- | --------- | --------- | -------------------- |
| Suni          | Suni            | 3,80 km²  | 683       | 178                  |
| Noebana       | Noebana         | 11,28 km² | 1.298     | 115                  |
| Fatumnasi     | Fatumnasi       | 18,42 km² | 1.390     | 75                   |
| Mella         | Mella           | 10,12 km² | 1.099     | 109                  |
| Mnelapetu     | Mnelapetu       | 6,01 km²  | 436       | 72                   |

Der Distrikt befindet sich im Osten des Regierungsbezirks Südzentraltimor (Timor Tengah Selatan) der Provinz Ost-Nusa-Tenggara (Nusa Tenggara Timur). Im Südwesten liegt der Distrikt Süd-Amanatun (Amanatun Selatan) im Westen Fautmolo, im Nordwesten Ost-Amanuban (Amanuban Timur), im Nordosten Nord-Amanatun (Amanatun Utara) und im Osten Santian.
Noebana hat eine Fläche von 49,63 km² und teilt sich in die fünf Desa | Suni, Noebana, Fatumnasi, Mella und Mnelapetu. Die Desa unterteilen sich wiederum in 15 Dusun (Unterdörfer). Der Verwaltungssitz befindet sich in Noebana. Während Fatumnasi auf eine Meereshöhe von 415 m liegt, befindet sich Suni auf einer Höhe von 699 m über dem Meer. Das tropische Klima teilt sich, wie sonst auch auf Timor, in eine Regen- und eine Trockenzeit.

## Flora
Im Distrikt finden sich unter anderem Vorkommen von Teak und verschiedenen Nadelbäumen.

## Einwohner
2017 lebten in Noebana 4.906 Einwohner. 2.362 waren Männer, 2.542 Frauen. Die Bevölkerungsdichte lag bei 99 Personen pro Quadratkilometer. Im Distrikt gibt es acht katholische und sechs protestantische Kirchen und Kapellen.

## Wirtschaft, Infrastruktur und Verkehr
Die meisten Einwohner des Distrikts leben von der Landwirtschaft. Als Haustiere werden Rinder (1.302), Schweine (767), Ziegen (acht) und Hühner (1.036) gehalten. Auf 1.255 Hektar wird Mais angebaut, auf zwei Hektar Reis und auf 23 Hektar Maniok. Weitere landwirtschaftliche Produkte sind Avocados, Mangos, Papayas und Bananen. Von Plantagen kommen Kapuk, Cashewnüsse, Arecanüsse, Kaffee, Kakao, Betelnüsse und Kokosnüsse.
In Noebana gibt es sieben Grundschulen, eine Mittelschule und eine weiterführende Schule. Zur medizinischen Versorgung steht nur ein medizinisches Versorgungszentrum (Puskesmas Pembantu) zur Verfügung. Ein kommunales Gesundheitszentrum (Puskesmas) oder Hebammenzentren (Polindes) fehlen. Auch Ärzte sind im Distrikt nicht ansässig, nur sieben Hebammen und vier Krankenschwestern.
Zwei Einzelhändler sind im Distrikt tätig. In Noebana, Fatumnnasi und Mella gibt es täglich Märkte.